# Birchip Airport
Birchip Airport är en flygplats i Australien. Den ligger i kommunen Buloke och delstaten Victoria, omkring 270 kilometer nordväst om delstatshuvudstaden Melbourne.
Trakten runt Birchip Airport är nära nog obefolkad, med mindre än två invånare per kvadratkilometer.. Närmaste större samhälle är Birchip, nära Birchip Airport.
Trakten runt Birchip Airport består till största delen av jordbruksmark. Genomsnittlig årsnederbörd är 405 millimeter. Den regnigaste månaden är juli, med i genomsnitt 58 mm nederbörd, och den torraste är januari, med 10 mm nederbörd.